# Salmo letnica
Salmo letnica is een soort forel die behoort tot de zalmen (onderfamilie Salmoninae, familie Salmonidae). In het Engels en het Duits heet deze vis Ohridforel. Het is een inheemse soort waarvan de taxonomische status nog verder onderzocht moet worden, die alleen voorkomt in het Meer van Ohrid, op de grens van Noord-Macedonië en Albanië.

## Beschrijving
Er bestaat aan de Albanese kant van het meer een intensieve visserij op deze vissoort. Sinds 2005 is het in Macedonië een beschermde vissoort waarop de vangst is verboden. De Ohridforel staat nog niet op de Rode Lijst van de IUCN, omdat er onvoldoende gegevens bekend zijn.
In de tijd dat de visserijdruk laag was, kon deze vis een lengte bereiken van 76 cm en een gewicht van 6,5 kg. Deze vis verblijft meestal in diep water (60 - 80 m).